# Helen Maria Turner
Helen Maria Turner (Louisville, 13 de noviembre de 1858-Nueva Orleans, 31 de enero de 1958) fue una pintora y docente estadounidense conocida por sus pinturas al óleo, sus acuarelas y pasteles. Realizó miniaturas, retratos, naturalezas muertas y pintura de paisaje, a menudo con un estilo impresionista.

## Biografía
Nació en Louisville, Kentucky, durante una visita de sus padres, Mortimer Turner y Helen Maria Davidson, a la familia en esta ciudad. Pasó gran parte de sus primeros años entre Alexandria, Luisiana, y Nueva Orleans, convirtiéndose en una refugiada de la guerra civil estadounidense, que supuso la ruina de su padre y provocó la pérdida de su negocio. Su madre murió en 1865 tras una larga enfermedad. Tras la muerte de su padre, cuando ella tenía trece años, quedó al cuidado de un tío viudo de Nueva Orleans que vivía en una "pobreza gentil", es decir, intentando aparentar un estilo de vida que no se correspondía con su situación económica real.

### Trayectoria artística
Comenzó a pintar a los veintidós años, siendo sus primeros trabajos retratos y vistas de los pantanos o bayous típicos del sur de Luisiana. Aunque inicialmente fue autodidacta, también recibió lecciones gratuitas en la Universidad de Tulane, continuando bajo la tutela del artista y fotógrafo Andres Molinary y del pintor de origen sueco Bror Anders Wikstrom.
También estudió en la Asociación de Artistas de Nueva Orleans. Tras la muerte de su tío en 1890 se vio obligada a buscar trabajo y en 1893 comenzó a dar clases de arte en St. Mary's Institute, una escuela para niñas en Dallas, Texas. En 1895 se mudó a Nueva York para continuar sus estudios y asistió a la Art Students League, donde fue aceptada a pesar de tener treinta y siete años y por tanto superar el límite de edad establecido para admitir nuevo alumnado.
Asimismo estudió en la universidad privada Cooper Union y la Universidad de Columbia. Sus maestros fueron, entre otros, Arthur Wesley Dow, Kenyon Cox, William Merritt Chase y Douglas Volk . Su hermana Laurette ("Lettie"), artista textil, se trasladó a Nueva York con ella. Turner viajó con Chase y alumnado de su clase a Italia en 1904, 1905 y 1911, pero no parecía mostrar interés en estudiar en el extranjero, a diferencia de otros impresionistas estadounidenses.
Enseñó en la Asociación Cristiana de Mujeres Jóvenes (YWCA en sus siglas en inglés) durante diecisiete años, impartiendo la clase de diseño de vestuario, de reciente creación. A partir de 1906 y hasta 1941 veraneó en la colonia de artistas de Cragsmoor, Nueva York, que conoció a través del pintor Charles Courtney Curran. Durante sus primeros años allí, alquiló un espacio, pero en 1910 construyó su propia casa y un estudio llamado Takusan.
Su hermana Lettie murió en 1920 y en 1926 Turner regresó a Nueva Orleans, donde se instaló, viajando al norte solo para estancias de verano. En Nueva Orleans, continuó enseñando en el Arts and Crafts Club, donde impartía dibujo de modelos drapeados.
En 1913 había sido elegida como asociada de la Academia Nacional de Diseño tras recibir 61 de 64 votos. En 1921 se convirtió en miembro de pleno derecho, siendo la tercera mujer en conseguir esta distinción y una de las primeras académicas del Sur de Estados Unidos.
Por otro lado, en 1916, el coleccionista William T. Evans la propuso como Miembro Vitalicio en calidad de artista del National Arts Club, un club privado fundado en 1898, siendo una de las primeras mujeres a la que se le concedió este honor.
Turner continuó pintando hasta la década de 1930, pero su vista se fue deteriorando gradualmente, desarrollando cataratas y dejando de pintar en 1949. Falleció en 1958 con casi 100 años. Fue enterrada en el cementerio de Metairie, teniendo lugar el funeral en la iglesia episcopal de la Trinidad en Nueva Orleans.

## Estilo artístico
El estilo de Turner ha sido descrito como impresionista, por su técnica a base de pinceladas cortas, su paleta clara y su preocupación por el efecto de la luz en sus modelos. Al contrario de lo que es habitual, parece que su manera de pintar se desarrolló exclusivamente en los Estados Unidos, con escasas influencias externas.

## Obra
No se tiene constancia de que ninguna de sus primeras obras, realizadas en sus primeros años en Nueva Orleans, se haya conservado. Suele pensarse que se trataría probablemente de obras de corte académico, teniendo en cuenta lo que se sabe de sus primeros maestros. En cuanto a sus maestros posteriores, Turner solo consideró a Volk y a Cox como relevantes en el desarrollo de su estilo. Su trabajo ha sido descrito como "sin pretensiones" y revelador, "inconscientemente, del punto de vista de una mujer". Sus temas son, con frecuencia mujeres, a menudo representadas en actividades musicales. También experimentó con el trabajo de tapicería y se sabe que se conserva una pequeña cantidad de obras realizadas con su hermane Lettie.
Unas pocas pinturas de Turner fueron realizadas durante su estancia en Manhattan, pero la mayor parte de ellas se pintaron durante sus estancias de verano en Cragsmoor. La colonia influyó en gran parte de la obra de Turner, pues mientras permaneció allí se aficionó a la jardinería, algo que se tradujo en los fondos florales que aparecen en muchas de sus pinturas.

### Exposiciones
Expuso en diferentes instituciones y ciudades, como en el Water Color Club de Nueva York, la Academia de Bellas Artes de Pensilvania en Filadelfia, la Sociedad Estadounidense de Pintores en Miniatura en la Academia Nacional de Diseño en la ciudad de Nueva York y la Galería Corcoran en Washington D. C. Además, fue una de las seis artistas participantes en la exposición Six American Women, que fue organizada por el Museo de la Ciudad en San Luis y que tuvo lugar entre 1917 y 1918 en diferentes ciudades norteamericanas, contando con obras de Mary Cassatt, Jane Peterson, Martha Walter, Alice Schille y Johanna Hailman. Sus pinturas fueron adquiridas por importantes coleccionistas como Duncan Phillips .

### Colecciones
Sus obras se pueden encontrar en muchas colecciones de galerías y colecciones privadas, incluyendo:
- Academia Nacional de Diseño
- Sociedad Histórica de Nueva York
- Museo de Arte de Filadelfia
- Instituto de Artes de Detroit
- Colección Phillips, Washington D. C.
- Museo de Arte de Memphis Brooks
- Museo de Arte Chrysler, Norfolk, Virginia
- Museo de Arte Tweed, Duluth, Minnesota
- Museo de Bellas Artes de Montgomery, Montgomery, Alabama
- Museo de Arte de Akron, Akron, Ohio
- Museo de Arte de Rockford, Rockford, Illinois
- Museo de Arte Morris, Augusta, Georgia
- Biblioteca pública de Ellenville, Ellenville, Nueva York
- Biblioteca pública de Cragsmoor, Cragsmoor, Nueva York
- Museo de Arte del Condado de Greenville, Greenville, Carolina del Sur
- Museo Metropolitano de Arte, Nueva York
- Museo de la ciudad de Jersey, ciudad de Jersey, Nueva Jersey
- Museo de arte Speed, Louisville, Kentucky
- Museo Zigler
- Colegio Sweet Briar, Sweet Briar, Virginia

Un retrato de la artista Maria Judson Strean pintado por Turner en fecha desconocida se conserva en la colección de la Academia Nacional de Diseño.

## Premios y reconocimientos
Recibió numerosos premios a lo largo de su carrera, incluida la medalla de bronce de Cooper Union, el premio Elling de paisaje del Woman's Art Club de Nueva York, el Premio Nacional de Artes de la Asociación de Pintores y Escultores, el Premio en Memoria de Julia A. Shaw de la Academia Nacional de Diseño y el premio John G. Agar de la Asociación Nacional de Mujeres Pintoras y Escultoras

## Vida personal
Era bisnieta de John Pintard, filántropo y comerciante de Nueva York, nieta de un conocido médico de Nueva Orleans e hija de un rico hombre de negocios de Luisiana.